# Asienspiele 2022/Trampolinturnen
Bei den Asienspielen 2022 wurden vom 2. bis 3. Oktober 2023 insgesamt zwei Wettbewerbe im Trampolinturnen ausgetragen, davon je einer bei den Männern und bei den Frauen. Austragungsort war das Huanglong Sports Centre Gymnasium.
Gastgeber China gewann in beiden Konkurrenzen die Goldmedaille sowie noch eine Silbermedaille. Kasachische Turner sicherten sich je eine Silber- und Bronzemedaille, während die übrige Bronzemedaille an Japan ging.

## Bilanz

### Medaillenspiegel
| Platz  | Land       | Gold | Silber | Bronze | Gesamt |
| ------ | ---------- | ---- | ------ | ------ | ------ |
| 1      | China      | 2    | 1      | —      | 3      |
| 2      | Kasachstan | —    | 1      | 1      | 2      |
| 3      | Japan      | —    | —      | 1      | 1      |
| Gesamt | Gesamt     | 2    | 2      | 2      | 6      |

### Medaillengewinner
| Disziplin | Gold        | Silber           | Bronze             |
| --------- | ----------- | ---------------- | ------------------ |
| Männer    | Yan Langyu  | Danil Mussabajew | Hiroto Yamada      |
| Frauen    | Zhu Xueying | Hu Yicheng       | Wiktorija Butolina |